# Юндунова, Сыбжит
Сыбжит Юндунова (28 апреля 1924, с. Хара-Шибирь, Бурят-Монгольская АССР, СССР — 12 апреля 1995, с. Комсомольское, Чернышевский район, Агинский Бурятский автономный округ, Россия) — старший чабан государственного племенного завода «Комсомолец» Чернышевского района Читинской области, Герой Социалистического Труда (1971).

## Биография
Родилась 28 апреля 1924 года село Хара-Шибирь Бурят-Монгольской АССР (ныне Могойтуйского района Агинского Бурятского округа Забайкальского края) в семье крестьян. По национальности бурятка.
Получила начальное образование (4 класса). В начале 1938 года трудоустроилась в совхоз (позднее — госплемзавод) «Комсомолец» Чернышевского района Читинской области (ныне — Забайкальский край), пасла овец, затем стала старшим чабаном. При уходе за овцами использовала ранний окот, метод содержания овец в катонах, приняла участие в разведении забайкальской породы тонкорунных овец. «За высокие достижения в труде» была награждена орденом Ленина.
Выращивала 130—140 и более ягнят от 100 маток в год, настригала с овцы в среднем 6 килограммов руна (шерсти). За 10 лет работы получила свыше 9 тысяч ягнят и настригла 35 тонн шерсти.
Указом Президиума Верховного Совета СССР от 8 апреля 1971 года «за выдающиеся успехи, достигнутые в развитии сельскохозяйственного производства и выполнении пятилетнего плана продажи государству продуктов животноводства» Юндунова Сыбжит была удостоена звания Героя Социалистического Труда с вручением ордена Ленина и золотой медали «Серп и Молот».
Вышла на пенсию, проживала в селе Комсомольское Чернышевского района, где скончалась 12 апреля 1995 года, не дожив пары недель до своего 71-летия.
Награждена 2 орденами Ленина (07.03.1960, 08.04.1971), медалями.